# Kennett (Missouri)
Kennett ist eine City im und County Seat des Dunklin County im Bundesstaat Missouri in den USA. Das U.S. Census Bureau hat bei der Volkszählung 2020 eine Einwohnerzahl von 10.515 ermittelt.

## Geschichte
1845 wurde der Ort unter dem Namen Chilletecaux Sitz des Countys Dunklin. Der Name der Stadt stammte von einem Indianer-Häuptling der Lenni Lenape (Delaware), der des Countys von Gouverneur Daniel Dunklin. Weil Chilletecaux ein relativ langer und schwer auszusprechender Name war, wurde die Stadt bald danach in Butler umbenannt. Dieser Name führte allerdings bei der Post zu Verwechslungen mit dem Butler County. 1851 wurde der Ort schließlich nach dem Bürgermeister von St. Louis, Luther Martin Kennett, benannt.
Die Stadt entwickelte sich vor allem als Handelszentrum und mit der Produktion von Baumwolle, Sojabohnen und Vieh. 1900 lebten 21.706 Menschen hier, 1950 waren es bereits 45.329.

## Demographie
Die 11.260 Einwohner teilen sich auf 4540 Haushalte und 3069 Familien auf. 31,9 % der Haushalte haben Kinder unter 18, 19 % sind zusammenlebende Ehepaare. In einem durchschnittlichen Haushalt leben 2,4 Personen, eine durchschnittliche Familie besteht aus 2,93 Personen. 2000 waren 84,44 % der Bewohner Weiße, 13,27 % Afroamerikaner, 0,22 % Indianer, 0,52 % Asiaten, 0,01 % Pazifik-Insulaner und 0,36 % sonstige. 16,9 % der Bevölkerung sind unter 18, 8,7 % zwischen 18 und 24, 25,3 % zwischen 25 und 44, 22,9 % zwischen 45 und 64 und 16,2 % sind älter als 65. Das Durchschnittsalter beträgt 37 Jahre. Auf 100 Frauen kommen 83,7 Männer.
Das Durchschnittseinkommen beträgt 26.088 Dollar, Familien haben 34.167 USD zur Verfügung. Männer verdienen im Mittel 29.958, Frauen nur 18.770 USD. Das Pro-Kopf-Einkommen beträgt 14.397 USD. 26,1 % der Bevölkerung und 20,5 % der Familien leben unterhalb der Armutsgrenze.

## Söhne und Töchter der Stadt
- Sheryl Crow (* 1962), Bluesrocksängerin
- Fred Lasswell (1916–2001), Comiczeichner
- David Nail (* 1979), Countrysänger
- John M. Riggs (* 1946), Generalleutnant der United States Army